# Antoine Guillon
Pour les articles homonymes, voir Guillon (homonymie).
Antoine Guillon est un athlète français né le 16 juin 1970 dans les Yvelines. Spécialiste de l'ultra-trail, il a notamment remporté le Grand Raid 2015 et l'Ultra-Trail World Tour 2015 après avoir fini quatrième de l'Ultra-Trail World Tour 2014. Il détient le record du tour de l'île de la Réunion par la route depuis juin 2019. En 2022, il termine sa 15e diagonale des fous, en autant de participations.

## Livres
Auteur de livres sur le trail, l'ultra trail et de romans d'aventures, auto-éditeur.
Soyons Fous ! : conseils de préparation à la Diagonale des Fous, course majeure de l'événement Grand Raid de la Réunion. 2e édition, décembre 2018.
Le Plaisir du Trail Sans Contrainte : des conseils pour le trail et l'ultra trail, en liaison avec ses récits de courses. Octobre 2017.
Trail et Alimentation : en co-écriture avec sa fille Adèle, naturopathe, des conseils pour de bonnes habitudes alimentaires en vue d'améliorer ses performances en trail mais aussi son confort digestif au quotidien. Mai 2020.
Tim Runwood 1, le Sistrophon : roman d'aventures d'un trailer en butte à un personnage détestable. Juin 2016.
Tim Runwood 2, la Colère de Zeus : le 2e volet des aventures de Tim, en Grèce. Mai 2018.

## Résultats
| no  | masculin           | Course                               | Longueur  | Départ           | Temps            |
| --- | ------------------ | ------------------------------------ | --------- | ---------------- | ---------------- |
| 3e  | Médaille de bronze | Olympus Ultra                        | 71 km     | 28 juin 2025     | 11 h 20 min 59 s |
| 1re | Médaille d'or      | Olympus Ultra                        | 71 km     | 29 juin 2024     | 10 h 57 min 52 s |
| 11e | 10e                | Grand Raid                           | 165 km    | 20 octobre 2022  | 26 h 26 min 09 s |
| 6e  | 6e                 | Grand Raid                           | 160 km    | 21 octobre 2021  | 25 h 07 min 09 s |
| 1er | Médaille d'or      | Ultra du Bout du Cirque              | 98 km     | 7 mars 2020      | 10 h 12 min 53 s |
| 1er | Médaille d'or      | Ultra Trail d'Angkor                 | 128 km    | 18 janvier 2020  | 12 h 12 min 57 s |
| 2e  | Médaille d'argent  | Ultra Pelion Trail                   | 80 km     | 16 novembre 2019 | 09 h 00 min 28 s |
| 28e | 28e                | Grand Raid                           | 165 km    | 17 octobre 2019  | 29 h 39 min      |
| 1er | Médaille d'or      | Défi tour de la Réunion              | 212,3 km  | 22 juin 2019     | 20 h 38 min 10 s |
| 1er | Médaille d'or      | Cami de Cavalls                      | 185 km    | 17 mai 2019      | 18 h 42 min      |
| 9e  | 9e                 | 100 Miles of Istria                  | 168 km    | 12 avril 2019    | 21 h 46 min      |
| 1er | Médaille d'or      | TransLantau                          | 104 km    | 1er mars 2019    | 12 h 02 min      |
| 1er | Médaille d'or      | Maxi Race Madeira                    | 103 km    | 8 décembre 2018  | 12 h 50 min      |
| 4e  | 4e                 | Grand Raid                           | 165 km    | 18 octobre 2018  | 25 h 07 min      |
| 1er | Médaille d'or      | Olympus Mythical Trail               | 100 km    | 30 juin 2018     | 15 h 07 min      |
| 1er | Médaille d'or      | Cami de Cavalls                      | 185 km    | 18 mai 2018      | 19 h 21 min      |
| 4e  | 4e                 | Ultra-Trail Mt.Fuji                  | 168 km    | 27 avril 2018    | 21 h 12 min      |
| 1er | Médaille d'or      | Addo Elephant Trail Run              | 162 km    | 2 mars 2018      | 19 h 48 min      |
| 1er | Médaille d'or      | Ultra Trail Pelion                   | 82,5 km   | 2 décembre 2017  | 09 h 10 min      |
| 2e  | Médaille d'argent  | Grand Raid                           | 165,69 km | 19 octobre 2017  | 24 h 26 min 12 s |
| 2e  | Médaille d'argent  | Sur les Traces des Ducs de Savoie    | 119 km    | 30 août 2017     | 14 h 36 min 14 s |
| 1er | Médaille d'or      | Ronda dels Cims                      | 170 km    | 7 juillet 2017   | 31 h 03 min      |
| 1er | Médaille d'or      | Cami de Cavalls                      | 185 km    | 19 mai 2017      | 19 h 29 min      |
| 24e | 24e                | Transgrancanaria                     | 125 km    | 24 février 2017  | 15 h 34 min      |
| 1er | Médaille d'or      | Ultra Trail d'Angkor                 | 128 km    | 21 janvier 2017  | 12 h 21 min      |
| 1er | Médaille d'or      | TransMartinique                      | 152 km    | 9 décembre 2016  | 21 h 15 min      |
| 3e  | Médaille de bronze | Dasong 108                           | 108 km    | 19 novembre 2016 | 16 h 01 min      |
| 2e  | Médaille d'argent  | Grand Raid                           | 167 km    | 20 octobre 2016  | 24 h 15 min 22 s |
| 1er | Médaille d'or      | L'Echappée Belle - La Traversée nord | 87 km     | 27 août 2016     | 12 h 47 min      |
| 1er | Médaille d'or      | Cami de Cavalls                      | 185 km    | 20 mai 2016      | 19 h 18 min      |
| 1er | Médaille d'or      | Ultra Trail de l'île de Madère       | 112 km    | 22 avril 2016    | 15 h 21 min      |
| 11e | 11e                | Transgrancanaria                     | 125 km    | 4 mars 2016      | 14 h 58 min      |
| 1er | Médaille d'or      | Ultra Trail Tai Mo Shan              | 162 km    | 1er janvier 2016 | 22 h 29 min 00 s |
| 1er | Médaille d'or      | Grand Raid                           | 165 km    | 22 octobre 2015  | 24 h 17 min 40 s |
| 3e  | Médaille de bronze | Sur les Traces des Ducs de Savoie    | 120 km    | 26 août 2015     | 15 h 00 min      |
| 6e  | 6e                 | Ronda dels Cims                      | 170 km    | 26 juin 2015     | 35 h 10 min      |
| 11e | 11e                | The North Face 100                   | 100 km    | 16 mai 2015      | 09 h 57 min      |
| 9e  | 9e                 | Marathon des Sables                  | 320 km    | 6 avril 2015     |                  |
| 3e  | Médaille de bronze | Transgrancanaria                     | 125 km    | 7 mars 2015      | 14 h 39 min 35 s |
| 3e  | Médaille de bronze | Hong Kong 100                        | 100 km    | 17 janvier 2015  | 10 h 30 min 02 s |
| 1er | Médaille d'or      | TransMartinique                      | 136 km    | 6 décembre 2014  | 16 h 25 min      |
| 12e | 12e                | Grand Raid                           | 165 km    | 23 octobre 2014  | 29 h 58 min      |
| 3e  | Médaille de bronze | Tor des Géants                       | 330 km    | 7 septembre 2014 | 79 h 02 min 29 s |
| 1er | Médaille d'or      | Trail Verbier St-Bernard - La Boucle | 110 km    | 6 juillet 2013   | 14 h 45 min 7 s  |
| 2e  | Médaille d'argent  | Grand Raid                           | 170 km    | 18 octobre 2012  | 27 h 44 min 47 s |
| 2e  | Médaille d'argent  | Grand Raid                           | 161,8 km  | 22 octobre 2010  | 24 h 37 min 06 s |
| 3e  | Médaille de bronze | Grand Raid                           | 148 km    | 23 octobre 2009  | 22 h 47 min 35 s |
| 2e  | Médaille d'argent  | Grand Raid                           | 150 km    | 19 octobre 2007  | 24 h 46 min 08 s |
| 2e  | Médaille d'argent  | Endurance Trail des Templiers        | 111 km    | 23 octobre 2004  | 12 h 21 min 19 s |
| 2e  | Médaille d'argent  | L'Echappée Belle - L'Intégrale       | 152 km    | 23 août 2024     | 27 h 58 min 0 s  |